# Suore francescane della Sacra Famiglia di Gesù, Maria e Giuseppe
Le Suore Francescane della Sacra Famiglia di Gesù, Maria e Giuseppe (in inglese Sisters of St. Francis of the Holy Family of Jesus, Mary and Joseph) sono un istituto religioso femminile di diritto pontificio: i membri di questa congregazione pospongono al loro nome la sigla O.S.F.

## Storia
La congregazione venne fondata nel 1864 a Herford, in Vestfalia, da Josephine Termehr (1831-1892) con l'approvazione del vescovo di Paderborn. Nel 1874, a causa del Kulturkampf, l'istituto dovette abbandonare la Germania e rifugiarsi negli Stati Uniti d'America: nel 1878 la sede venne stabilita a Dubuque, nell'Iowa.
L'istituto, aggregato all'Ordine dei Frati Minori dal 1º luglio 1905, ricevette il pontificio decreto di lode il 2 dicembre 1914 e le sue costituzioni vennero approvate definitivamente dalla Santa Sede il 15 giugno 1925.

## Attività e diffusione
Le Francescane della Sacra Famiglia sono dedite a varie opere di carità e apostolato.
Sono presenti negli Stati Uniti d'America e nell'Honduras: la sede generalizia è a Dubuque.
Al 31 dicembre 2005 l'istituto contava 367 religiose in 133 case.